# Prince of Wales en Glen Urquhart plaids

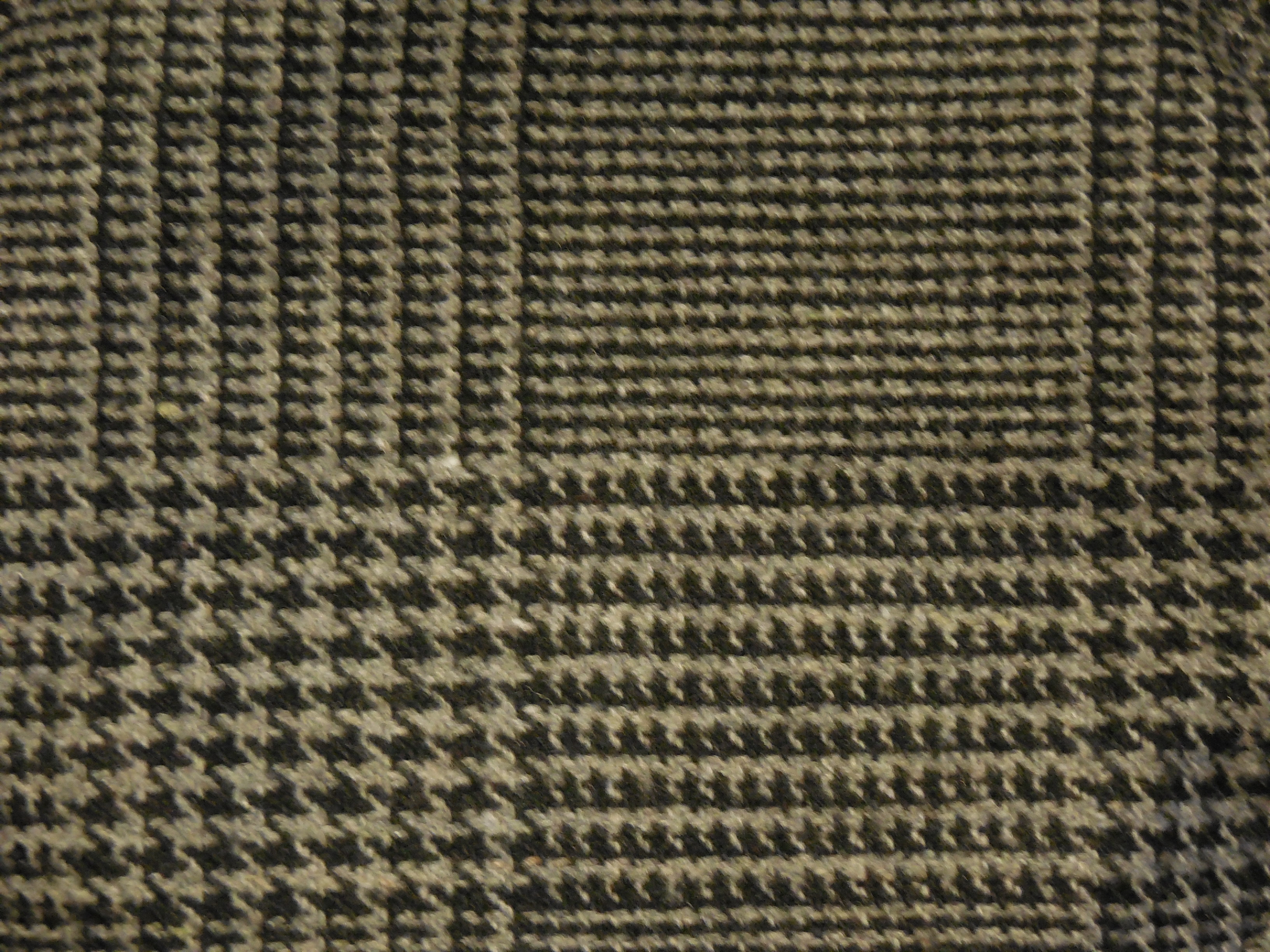
Glen Urquhart

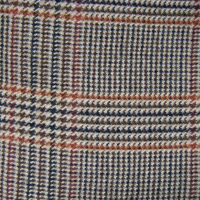
Prince of Wales

De Prince of Wales plaid (ook wel prince de galles) en de Glen Urquhart plaid zijn twee geweven textielsoorten met een keperbinding van kleine en grote ruiten. De termen worden zowel voor de stof als voor het patroon gebruikt. Traditioneel zijn de Prince of Wales en Glen Urquhart plaids van wol, maar tegenwoordig worden ook katoen en mengsels van industriële materialen als polyester en viscose gebruikt. De patronen behoren tot de meest gebruikte voor geruite herenkostuums.

## Glen plaid
Glen plaid is de algemene term voor stofontwerpen waar de Prince of Wales en de Glen Urquhart plaids toe behoren; onder de glen plaids vallen zowel de officieel geregistreerde patronen, als de in moderne tijden ontworpen patronen. Glen plaids moeten onderscheiden worden van de tartans, die gekoppeld zijn aan een Schotse clan. De term glen plaid wordt pas sinds 1926 gebruikt.

## Verschil tussen de patronen
De Glen Urquhart plaid bestaat uit een fijn weefsel met verticale en horizontale strepen van verschillende breedte, die een ruitpatroon vormen. Het geweven resultaat bestaat uit telkens vier vakken, die er verschillend uitzien. Een van de vakken heeft het pied-de-poulepatroon. De oorspronkelijke kleuren waren donkerblauw en wit, maar tegenwoordig zijn ze meestal zwart of grijs en wit of gedempte kleuren.
Ligt over het fijne ruitpatroon nog een ruit in een contrasterende kleur, dan wordt van Prince of Wales gesproken. De oorspronkelijke kleuren van de Prince of Wales zijn roodbruin en wit, waarbij donkergrijs of marineblauw wordt gebruikt om de vakken van elkaar te scheiden.

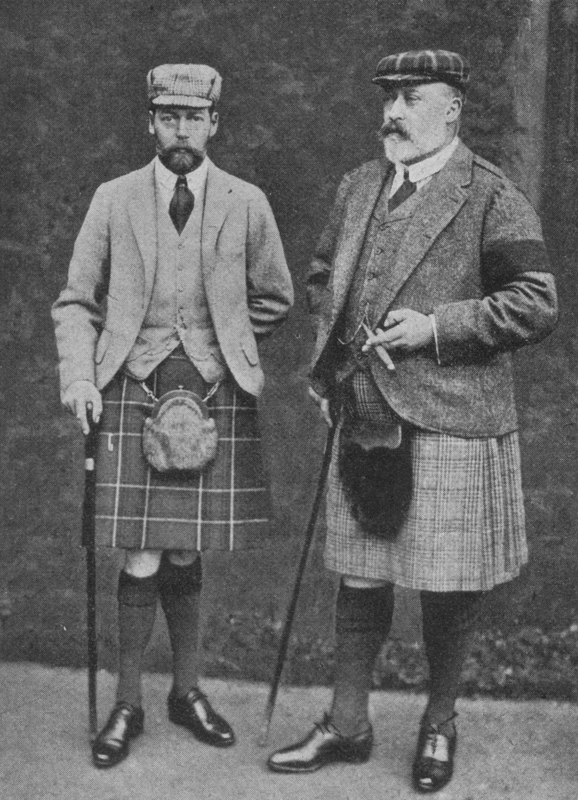
Edward VII (rechts) en prins George in 1902. Edward VII draagt een kilt in Glen Urquhart.

In de mode wordt tussen beide patronen vaak ten onrechte geen onderscheid gemaakt. Het Prince of Wales patroon, met de extra ruit, zou ontworpen zijn voor Edward VII (1841-1910), die zeer lang prins van Wales was. Edward VIII (1894-1972, de latere hertog van Windsor) droeg juist de Glen Urquhart, zonder de bovenliggende ruit. Dit heeft geleid tot de onduidelijkheid over de benaming van de twee patronen.

## Geschiedenis
In 1822 vroeg koning George IV aan clanleden in Schotland bij officiële gelegenheden de kleuren van hun clan te dragen, en in het vervolg hun eigen patroon te handhaven. Twintig jaar later, rond 1840, werd de Glen Urquhart geïntroduceerd. Glen Urquhart zou zijn gecreëerd voor Engelse landeigenaren in Schotland die geen recht hadden om een tartan te dragen. Omdat ze hun personeel toch wilden kleden in herkenbare stoffen, voorzagen ze hen van fantasieruiten, die district checks werden genoemd, in dit geval naar de vallei van Glen Urquhart in de streek rond Inverness, waar de geruite wol in de negentiende eeuw voor het eerst werd gebruikt.
Het originele ontwerp van de Glenurquhart estate check is waarschijnlijk gemaakt door Elizabeth Macdougall. De gravin van Seafield, Lady Caroline, die vanuit Nieuw-Zeeland naar Urquhart Castle was verhuisd, nam het patroon over om haar pachters en jachtopzieners te kleden. De Glenurquhart estate check en de Prince of Wales check zijn later opgenomen in het Schotse register van tartans.
Beide weefpatronen worden inmiddels in zeer veel kledingstukken toegepast, niet alleen in kostuums, maar in stropdassen, overhemden, petten, rokken en zelfs leggings voor vrouwen. Daarbij worden soms ook de traditionele kleuren zwart en grijs vervangen door andere, modieuze kleuren.

## Bekende dragers
De Amerikaanse president Ronald Reagan werd als "onpresidentieel" beschouwd in een grijs-blauw Prince-of-Walespak tijdens een reis naar Europa in 1982. Pee-wee Herman, het alter ego van de Amerikaanse acteur Paul Reubens, is bekend om zijn lichtgrijze Prince-of-Waleskostuum. Acteur Cary Grant droeg een grijs Prince-of-Walespak in de spionagefilm North By Northwest uit 1959. Sean Connery droeg Glen Urquhart in de James Bondfilm, From Russia with Love.